# Потёмкин, Алексей Николаевич
Алексе́й Никола́евич Потёмкин (26 марта 1921, село Весело-Вознесенка, Донецкая губерния, Советская Россия — 25 августа 2003, Москва) — советский военачальник, участник Великой Отечественной войны, Герой Советского Союза (19.04.1944).Генерал-лейтенант (29.04.1978).

## Молодость и начало военной службы
Родился 26 марта 1921 года в селе Весело-Вознесенка ныне Неклиновского района Ростовской области в семье рыбака. Русский.
В 1936 году, после окончания Весело-Вознесенской семилетней школы, поступил в Таганрогское педагогическое училище. В 1939 году окончил его и поступил в Ростовский педагогический институт.
В РККА — с ноября 1939 года по «Ворошиловскому» набору. Службу начал в 301-м стрелковом полку 48-й стрелковой дивизии, дислоцированной на станции Идрица Калининской (ныне Тверской) области, был красноармейцем, а с июня 1940 года — заведующим делопроизводством ОВС этого полка. Принимал участие во вводе Советских войск в Прибалтику. Впоследствии 48-я стрелковая дивизия дислоцировалась в столице Латвийской ССР Риге. Член ВКП(б)/КПСС с 1943 года.

## Великая Отечественная война
Участник Великой Отечественной войны с 22 июня 1941 года участвовал в Прибалтийской оборонительной операции Северо-Западного фронта на шяуляйском направлении, 15 июля был назначен командиром взвода подрывников. Трижды выходил из окружения. В октябре был направлен на учёбу на курсы усовершенствования командного состава в городе Рыбинске, которые окончил в январе 1942 года. По их окончании лейтенант Потёмкин был назначен командиром роты морской пехоты в 71-ю отдельную морскую стрелковую бригаду (тогда же в январе переименована в 2-ю гвардейскую стрелковую бригаду), к тому времени переброшенную из-под Москвы в состав 1-й ударной армии Северо-Западного фронта, под город Старая Русса. Участник Демянской наступательной операции 1942 года.
20 марта 1942 года при отражении немецкого контрнаступления под Старой Руссой был тяжело ранен. После излечения в госпитале в конце апреля 1942 года назначен помощником начальника штаба 78-го гвардейского стрелкового полка 25-й гвардейской стрелковой дивизии, формирующейся в Московском военном округе и летом 1942 года направленной на Воронежский фронт. В августе 1942 года стал помощником начальника оперативного отделения штаба 25-й гвардейской стрелковой дивизии. В январе 1943 года во время Харьковской наступательной операции был назначен помощником начальника штаба 78-го гвардейского стрелкового полка, а в июне 1943 — начальником штаба полка.
Начальник штаба 78-го гвардейского стрелкового полка 25-й гвардейской стрелковой дивизии (6-я армия, Юго-Западный фронт) гвардии майор А. Н. Потёмкин проявил исключительное мужество в ходе битвы за Днепр. Из-за болезни командира он тогда временно исполнял обязанности командира полка. В ночь на 26 сентября 1943 года он во главе десантной группы переправился через Днепр южнее села Войсковое (Солонянский район Днепропетровской области). Овладев плацдармом на правом берегу реки, группа обеспечила успешную и быструю переправу через Днепр остального полка. За последующие двое суток боёв полк отбил 6 контратак немцев, уничтожил до батальона пехоты с танками и орудиями, захватил при этом в плен 28 немецких солдат и офицеров, 3 артиллерийских орудия, 4 миномёта и 6 пулемётов. В результате полк удержал плацдарм и дал возможность переправиться на правый берег Днепра двум дивизиям 6-й армии и сводному отряду соседней армии. За этот тяжелейший бой 38 воинов полка получили звание Героев Советского Союза, в том числе и его командир.
Указом Президиума Верховного Совета СССР от 19 апреля 1944 года «за образцовое выполнение боевых заданий командования на фронте борьбы с немецкими захватчиками и проявленные при этом отвагу и геройство» гвардии майору Алексею Николаевичу Потёмкину присвоено звание Героя Советского Союза с вручением ордена Ленина и медали «Золотая Звезда».
В декабре 1943 года назначен командиром 78-го гвардейского стрелкового полка (утверждён в должности в апреле 1944 года). Полк под его командованием участвовал в Кировоградской, Корсунь-Шевченковской, Уманско-Ботошанской наступательных операциях, в ходе которых форсировал реку Южный Буг, освобождал города Балту и Котовск, а 5 апреля 1944 года вышел к Днестру севернее Дубоссар. Во время боёв за освобождение Молдавии 16 апреля 1944 года был тяжело ранен. Всего за годы войны был трижды ранен и два раза контужен.
Почти год лечился в госпитале в городе Дубоссары. После излечения продолжал службу в Советской Армии и в апреле 1945 года был направлен на учёбу в академию.

## Послевоенная служба
В 1947 году окончил Военную академию имени М. В. Фрунзе. С ноября 1947 года — начальник оперативного отделения штаба 18-й отдельной стрелковой бригады. С мая 1950 года — преподаватель тактики в Военной академии имени М. В. Фрунзе. В декабре того же года сам вновь направлен учиться.
В 1952 году окончил Высшую военную академию имени К. Е. Ворошилова. С декабря 1952 года — начальник штаба — заместитель командира 36-й стрелковой дивизии, с декабря 1955 — командир 124-й гвардейской стрелковой дивизии в Забайкальском военном округе, с мая 1956 года командовал 72-й гвардейской механизированной дивизией, с июня 1957 — командовал 13-й мотострелковой дивизией, с июня 1958 года командовал 69-й мотострелковой дивизией в Северном военном округе (управление в г. Вологда).
С марта 1960 года по декабрь 1966 года — начальник штаба — первый заместитель командующего и член Военного Совета 8-й гвардейской армии Группы советских войск в Германии.
С марта 1967 года продолжал службу помощником командующего войсками Московского военного округа по гражданской обороне. С июля 1968 года — начальник управления боевой подготовки штаба Московского военного округа — заместитель командующего округом по боевой подготовке. С ноября 1970 года — начальник штаба Гражданской обороны СССР. По должности также являлся членом Всесоюзной чрезвычайной противоэпидемической комиссии СССР с 1971 по 1973 годы.
С августа 1973 года — советник командующего военным округом Национальной Народной Армии ГДР. С февраля 1976 года — главный генерал-инспектор Инспекции Главнокомандующего Объединёнными Вооружёнными силами государств — участников Варшавского Договора. С декабря 1978 года генерал-лейтенант Потёмкин — в запасе. 
Жил в Москве. Активно вёл общественную деятельность. Член Общественной Палаты при Правительстве Москвы (1996—2000), член Правления Центрального дома ветеранов в Москве (1990—2000). Член Координационного совета при Министерстве Обороны Российской Федерации (1996—2003). С 1997 по 2002 годы был председателем клуба Героев Советского Союза, Героев Российской Федерации и полных кавалеров ордена Славы Москвы и Московской области. Написал небольшие по объёму воспоминания, печатавшиеся в журнале «Военно-исторический архив».
Во время службы избирался членом Иркутского областного комитета КПСС (1956—1958) и депутатом Иркутского областного Совета депутатов трудящихся (1956—1958), депутатом Верховного Совета Бурятской АССР в 1958 году.  
Похоронен на Троекуровском кладбище.

### Семья
- Отец — Николай Андреевич (1890—1965).
- Мать — Ефросинья Леонтьевна (1888—1972).
- Жена — Валентина Александровна (1919—1995).
- Дети — сыновья Алексей Алексеевич (род. 1949), Андрей Алексеевич (род. 1955); дочь - Людмила Алексеевна (1944—2020).

## Воинские звания
- лейтенант (16.01.1942);
- старший лейтенант (27.05.1942);
- капитан (14.11.1942);
- майор (29.06.1943);
- подполковник (5.11.1947);
- полковник (22.06.1951);
- генерал-майор (25.05.1959);
- генерал-лейтенант (29.04.1970).

## Награды
- Советские награды:
  - Медаль «Золотая Звезда» Героя Советского Союза (№ 3517, звание присвоено 19 марта 1944).
  - Орден Ленина (19.03.1944).
  - Орден Красного Знамени (14.02.1944).
  - Орден Александра Невского (29.09.1943).
  - Орден Отечественной войны I степени (11.03.1985).
  - Орден Трудового Красного Знамени (22.02.1968).
  - Два ордена Красной Звезды (4.02.1943, 26.10.1955).
  - Орден «За службу Родине в Вооружённых Силах СССР» III степени (30.04.1975).
  - Медали, в том числе «За отвагу» (6.12.1942), «За боевые заслуги» (15.11.1950), «За отвагу на пожаре» (23.01.1973), «За безупречную службу» I степени (1960).

- Иностранные награды:
  - ГДР — Военный орден «За заслуги перед народом и Отечеством» в золоте и две медали.
  - Монголия — Орден «За боевые заслуги» (06.07.1971)[5], медали «50 лет Монгольской Народной Армии» (15.03.1971) и «50 лет Монгольской Народной Революции» (16.12.1971).
  - Чехословакия — орден «Военный крест 1939 года» и две медали, в том числе «40 лет освобождения Чехословакии Советской Армией» (19.03.1985).
  - Болгария — 3 медали.

## Сочинения
- Потёмкин А. Н. Священная война! // «Военно-исторический архив». — 2001. — № 4. — С.22—43.; № 5. — С.70—81.

## Память
- Почётный гражданин украинских городов Днепропетровск, Балта, Котовск[6].
- Почётный гражданин Неклиновского района (2000).
- В 2005 году Весело-Вознесенской средней школе Неклиновского района присвоено имя Героя Советского Союза генерал-лейтенанта А. Н. Потёмкина.
- Мемориальная доска в память об А. Н. Потёмкине установлена Российским военно-историческим обществом на здании Весело-Вознесенской средней школы, где он учился.